# مبادلة
المبادلة في الأنظمة الخطية هي المبدأ الذي يتم فيه قياس استجابة Rab، في موضع ما (والاتجاه إن وجد) a، عندما يكون للنظام إشارة إثارة مطبقة على موضع ما (والاتجاه إن وجد) b، تعادل بالضبط Rba التي تمثل الاستجابة في الموضع b، عند تطبيق نفس الإثارة على a. وهذا ينطبق على جميع ترددات إشارة الإثارة. وإذا كانت Hab هي دالة التحويل بين a وb لذا فإن Hab&nbsp;=&nbsp;Hba، إذا كان النظام خطيًا.
وفي الحالة الخاصة للتحليل النمطي فإن هذا يُعرف باسم نظرية ماكسويل للمبادلة 
ويُستخدم مبدأ المبادلة أيضًا في تحليل الهياكل. وعند الاقتران بالتراكب، التناسقي والمعارض للتناسق، فيمكن استخدامه لحل حالات الأحمال المعقدة.